# Czahar Ghale
Czahar Ghale – wieś w Iranie, w ostanie Azerbejdżan Zachodni, w szahrestanie Takab. W 2006 roku liczyła 85 mieszkańców.